# 6-O-Méthylguanosine
La 6-O-méthylguanosine est un ribonucléoside dont la base nucléique est la 6-O-méthylguanine, une purine dérivée de la guanine par méthylation. Elle redonne la guanine par élimination du groupe méthyle sous l'action de la 6-O-méthylguanine-ADN méthyltransférase (EC 2.1.1.63).